# Gunnar Luderer
Gunnar Luderer (* 1977 in Wendelsheim) ist ein deutscher Physiker und Hochschullehrer, der vor allem in der Energie- und Klimaforschung tätig ist. Er ist Professor für globale Energiesystemanalyse an der Technischen Universität Berlin und Leiter der Abteilung Energiesysteme am Potsdam-Institut für Klimafolgenforschung (PIK). Luderer war als Autor an mehreren Berichten des Weltklimarates IPCC beteiligt und wird im Web of Science als „Highly Cited Researcher“ geführt, womit er zu den am meisten zitierten Forschern der Welt zählt. Sein h-Index lag im März 2025 bei 88.

## Akademische Laufbahn
Luderer studierte von 1998 bis 2003 Physik mit Schwerpunkt Umweltphysik an der Ruprecht-Karls-Universität Heidelberg, als Nebenfach belegte er Wirtschaftswissenschaften. Dieses Studium schloss er mit dem Diplom ab. Parallel absolvierte er von 2001 bis 2003 ein mit einem Mastergrad abgeschlossenes Studium der Atmosphärenwissenschaften an der Oregon State University. Anschließend begann er an der Johannes Gutenberg-Universität Mainz sowie dem ebenfalls in Mainz ansässigen Max-Planck-Institut für Chemie ein Promotionsstudium, das er 2007 mit einer Dissertation über „Modeling of deep-convective transport of forest fire smoke into the upper troposphere and lower stratosphere“ abschloss. Von 2004 bis 2006 war der zudem als Forschungsassistent am Max-Planck-Institut für Chemie angestellt.
Nach einem Jahr als wissenschaftlicher Mitarbeiter beim Umweltbundesamt wechselte er 2007 ans Potsdam-Institut für Klimafolgenforschung, wo er seither tätig ist, zuletzt als Leiter der Arbeitsgruppe globale Energiesysteme. 2019 übernahm er den Lehrstuhl für globale Energiesystemanalyse an der TU Berlin.

## Wirken
Luderers Arbeitsgebiete umfassen unter anderem Integrierte Modellierungen des Energie-Wirtschaft-Klima-Nexus, Transformationspfade hin zu emissionsarmen Energiesystemen, Forschungen zu erneuerbaren Energien und Analysen von Wechselwirkungen zwischen kurzfristiger Klimapolitik und langfristigen Klimazielen.
Neben seiner Arbeit in der Forschung sowie der Lehre war Luderer ebenfalls als Autor an drei Berichten des IPCC beteiligt: dem Fünften Sachstandsbericht des IPCC, dem Special Report on Renewable Energy Sources and Climate Change Mitigation und dem Sonderbericht 1,5 °C globale Erwärmung. Er war zudem Leitautor bei zwei Emissions Gap Reports, die von Fachwissenschaftlern für das Umweltprogramm der Vereinten Nationen verfasst werden.

## Schriften (Auswahl)

### Monographien
- Gunnar Luderer: Modeling of deep-convective transport of forest fire smoke into the upper troposphere and lower stratosphere. Dissertation, International Max Planck Research School for Atmospheric Chemistry and Physics/Johannes-Gutenberg-Universität Mainz. Mainz 2007, ISBN 978-3-00-022751-6.

### Journal-Beiträge
- Gong et al.: Bidirectional coupling of the long-term integrated assessment model Regional Model of Investments and Development (REMIND) v3.0.0 with the hourly power sector model Dispatch and Investment Evaluation Tool with Endogenous Renewables (DIETER) v1.0.2. In: Geoscientific Model Development. Band 16, Nr. 17, 2023, S. 4977–5033, doi:10.5194/gmd-16-4977-2023.
- Falko Ueckerdt, Christian Bauer, Alois Dirnaichner, Jordan Everall, Romain Sacchi, Gunnar Luderer: Potential and risks of hydrogen-based e-fuels in climate change mitigation. In: Nature Climate Change. Band 11, 2021, S. 384–393, doi:10.1038/s41558-021-01032-7.
- Gunnar Luderer et al.: Environmental co-benefits and adverse side-effects of alternative power sector decarbonization strategies. In: Nature Communications. Band 10, 2019, doi:10.1038/s41467-019-13067-8.
- Gunnar Luderer et al.: Residual fossil CO2 emissions in 1.5–2 °C pathways. In: Nature Climate Change. Band 8, 2018, S. 626–633, doi:10.1038/s41558-018-0198-6.
- Felix Creutzig et al.: The underestimated potential of solar energy to mitigate climate change. In: Nature Energy. Band 2, Nr. 17140, 2017, doi:10.1038/nenergy.2017.140.
- Keywan Riahi et al.: The Shared Socioeconomic Pathways and their energy, land use, and greenhouse gas emissions implications: An overview. In: Global Environmental Change. Band 42, 2017, S. 153–168, doi:10.1016/j.gloenvcha.2016.05.009.
- Gunnar Luderer u. a.: Implications of weak near-term climate policies on long-term mitigation pathways. In: Climatic Change. Band 136, Nr. 1, 2016, S. 127–140, doi:10.1007/s10584-013-0899-9.
- Joeri Rogelj et al.: Energy system transformations for limiting end-of-century warming to below 1.5 °C. In: Nature Climate Change. Band 5, 2015, S. 519–527, doi:10.1038/nclimate2572.
- Gunnar Luderer et al.: The economics of decarbonizing the energy system—results and insights from the RECIPE model intercomparison. In: Climatic Change. Band 114, 2011, S. 9–37, doi:10.1007/s10584-011-0105-x.